# 若き旅人
「若き旅人」（わかきたびびと）は、1977年12月10日に発売された狩人の3枚目のシングル。

## 解説
1978年1月19日に放映開始されたTBSテレビ「ザ・ベストテン」には、同日8位にランクイン（但し狩人は欠席）。翌週の1月26日、最高の6位にランク時に狩人はスタジオへ初めて生出演を果たす。同年2月2日迄、4週間10位以内に入っていた。

## 収録曲
- 両楽曲共に、作詞：竜真知子／作曲・編曲：都倉俊一

1. 若き旅人（3分47秒）
2. 回想（4分2秒）